# Léon Duguit
Pierre Marie Nicolas Léon Duguit (Libourne, 4 febbraio 1859 – Bordeaux, 18 dicembre 1928) è stato un giurista francese.
Fu fra gli iniziatori  del movimento sociologico del diritto. Condusse importanti studi sulle modificazioni verificatesi nel diritto dopo la codificazione napoleonica.
Cercò la struttura metafisica delle costruzioni giuridiche e concepì lo Stato come un'organizzazione di servizi pubblici e il diritto come un fenomeno generato dal bisogno di una solidarietà sociale.

## Opere
- Lo Stato, il diritto obiettivo e la legge positiva
- Il diritto sociale, il diritto individuale e la trasformazione dello Stato
- Trattato di diritto costituzionale